# Лоран Порш'є
Лоран Порш'є (фр. Laurent Porchier, 27 червня 1968) — французький академічний веслувальник.
Олімпійський чемпіон 2000 року в складі розпашної четвірки без стернового легкої ваги.